# 檜山久恵
檜山 久恵（ひやま ひさえ、結婚後は上川 久恵〈かみかわ ひさえ〉、1959年〈昭和34年〉-）は、1980年（昭和55年）のミス・ユニバース日本代表である。

## 来歴・人物

### ミス・ユニバース日本代表
東京都新宿区出身。父親は衣料品販売会社を経営していた。20歳の時「多くの人々と知り合いたい。」と言う動機からミス・ユニバースに応募し、1980年3月19日、大阪市のABCホールで開かれた日本大会で代表に選出された。当時は杉並区の立教女学院短期大学の二年生で卒業を目前に控えていた。身長164センチメートル（cm）、体重49キログラム（kg）、スリーサイズは90-59-88 cmで、ミスとしては小柄ながら健康的で明朗な美人であった。

### 世界大会で特別賞
檜山は同年6月28日から韓国・ソウルの世宗文化会館で行われたミス・ユニバース世界大会に出場した。7月8日の本選ではセミファイナルには選出されず、入賞とはならなかったものの、6月29日の特別賞『ベスト・ナショナル・コスチューム』で第3位となった（1位はインド、2位はフランス代表）。

### プロ野球選手と結婚
その後、檜山はテレビキャスターとなるが、1982年（昭和57年）7月、プロ野球の中日ドラゴンズに在籍していた谷沢健一と田尾安志両選手の紹介を通じて、同球団の上川誠二選手と知り合った。上川は和歌山県立箕島高等学校から社会人を経てドラフト外で入団した新人で、「ピラニア」の異名をとる好守好打の内野手であった。二年余りの交際を経て、二人は1984年（昭和59年）10月11日、婚約を発表した。檜山は上川について「男らしさにひかれました。黙ってついていける人です」上川は檜山について「明るい性格が気に入りました」と語った。二人は同年12月12日、名古屋観光ホテルで結婚式を挙げた。久恵は25歳、誠二は24歳であった。媒酌人はドラゴンズの高木時夫スカウト夫妻で、山内一弘監督以下のチームメイトや写真家の大竹省二ら、約250人が列席した。

### 出産と「世紀のトレード」
1986年（昭和61年）シーズン終了後、誠二は牛島和彦、平沼定晴、桑田茂の3投手と共にロッテオリオンズの落合博満選手とのトレード成立により、ロッテに移籍した。就任して間もない星野仙一監督から誠二にトレードの連絡が来たのは、誠二が久恵のお産の準備で東京に来ていたときであった。久恵はその後も誠二の野球人生を支えた。